# Antero Noailles Pérez
Antero Noailles Pérez (6 de enero de 1884 – 2 de enero de 1972) fue un médico y académico natural de la ciudad de Zaragoza (España). Entre otros cargos, ocupó la presidencia del Colegio Oficial de Médicos de Zaragoza y de su provincia, y la vicepresidencia de la Real Academia Nacional de Medicina.

## Biografía
Antero Noailles nació el 6 de enero de 1884 en la ciudad de Zaragoza (España).
Alcanzó el grado de bachiller en 1899, y continuó después sus estudios en la Facultad de Medicina de Zaragoza, siendo alumno interno pensionado, por oposición, en el año 1902. Se licenció en Medicina en 1906. Desde este año hasta el 1910 fue titular del municipio de Cosuenda, pasando a ocupar el mismo puesto en Longares, hasta que se trasladó a Zaragoza en 1912.
En 1914 logró, por oposición, una plaza de médico del Hospital Provincial. Su acertada actuación desde 1921 en el servicio de niños de dicho hospital, en el de Hogar Pignatelli y en el de Inclusa fue grande, ya que podemos afirmar que vio unos 125 000 enfermos diferentes, de ellos 85 000 en el Hospital Provincial según consta en los registros fichados.
Fue jefe sanitario del Ferrocarril Central de Aragón durante algunos años hasta que, en 1937, se le nombró asesor médico provincial de Auxilio Social. Elegido académico de la Real de Medicina el 15 de julio de 1938, ingresó en la misma el 2 de julio de 1939. Siendo presidente del Colegio Oficial de Médicos de Zaragoza y su provincia, en 1944, fue también vocal del Consejo General de Colegios Médicos. Su labor fue muy intensa, ya que se inició la atención a los médicos senectos y gestionó la obra, primera en España, de la Casa del Médico Rural. En julio de 1944 fue nombrado vicepresidente del Congreso de Pediatría de Santander.
En 1951 se convirtió en miembro de la Real Sociedad Económica Aragonesa de Amigos del País —una institución promovida por los ilustrados de Aragón como semilla y apoyo a la incipiente curiosidad científica en esta región—, y en 1954 recibió de la Diputación la Medalla de Plata de la provincia. Fue designado vicepresidente de la Real Academia de Medicina el 10 de diciembre de 1956, cargo que desempeñó hasta que renunció voluntariamente al mismo, por motivos de salud, el 14 de diciembre de 1967. Mientras ocupaba la vicepresidencia, en 1959 se le concedió el premio San Jorge de la Institución «Fernando el Católico».
Falleció el 2 de enero de 1972 en Zaragoza a los 87 años de edad.